# اوست-کاتون
اوست-کاتون (به لاتین: Ust-Katun) یک منطقهٔ مسکونی در روسیه است که در سرزمین آلتای واقع شده‌است.